# 竹南往事
《竹南往事》是一部描寫慈濟基金會陳阿珠師姐、王寶珠師姐、顏吉滄師兄的真實人生電視劇，於2016年5月30日進行開拍。飾演女主角的韓瑜與飾演男主角的李政穎在現實生活中曾是情侶關係，在分手6年後再度合作擔任男女主角並且飾演夫妻，讓該劇上檔前引起不少話題。
该剧由韓瑜、李政穎、楊慶煌、柯素雲、張家瑋、陳熙鋒等演員領銜主演，於2017年12月11日在大愛電視20:00首播，中天娛樂台則於當天21:00播出。該劇為大愛電視劇20週年與2017跨年台灣優質大戲。

## 播出時間
以下時間以當地時間（台灣時間）為準

### 電視首播
| 片名     | 頻道       | 播放日期       | 播放時間                  |
| -------- | ---------- | -------------- | ------------------------- |
| 竹南往事 | 大愛電視台 | 2017年12月11日 | 20:00-20:49播出（無廣告） |
| 竹南往事 | 大愛海外台 | 2017年12月11日 | 20:00-21:00播出（含廣告） |
| 竹南往事 | 中天娛樂台 | 2017年12月11日 | 21:00-22:00播出（含廣告） |

### 電視重播
| 片名     | 頻道       | 播放日期       | 播放時間                  |
| -------- | ---------- | -------------- | ------------------------- |
| 竹南往事 | 大愛電視台 | 2017年12月11日 | 23:30-00:19播出（無廣告） |
| 竹南往事 | 大愛電視台 | 2017年12月11日 | 03:00-03:49播出（無廣告） |
| 竹南往事 | 大愛電視台 | 2017年12月11日 | 16:00-16:49播出（無廣告） |
| 竹南往事 | 大愛海外台 | 2017年12月11日 | 02:00-03:00播出（含廣告） |
| 竹南往事 | 大愛海外台 | 2017年12月11日 | 09:00-09:49播出（無廣告） |
| 竹南往事 | 大愛海外台 | 2017年12月11日 | 11:00-12:00播出（含廣告） |
| 竹南往事 | 中天娛樂台 | 2017年12月11日 | 11:00-12:00播出（含廣告） |

### 網路首播
| 頻道                 | 備註                 | 播映日期                     | 播映時間 |
| Yahoo! TV            | 與大愛電視台同步播出 | 2017年12月11日－2018年1月9日 | 20:00    |
| YouTube 大愛網路劇場 | 與大愛電視台同步播出 | 2017年12月11日－2018年1月9日 | 20:00    |

### 大愛會客室

#### 首播
| 片名       | 頻道       | 播放日期       | 播放時間        |
| ---------- | ---------- | -------------- | --------------- |
| 大愛會客室 | 大愛海外台 | 2017年12月11日 | 21:00-21:11播出 |
| 大愛會客室 | 大愛電視台 | 2017年12月11日 | 00:19-00:30播出 |
| 大愛會客室 | 大愛海外台 | 2017年12月11日 | 09:49-10:00播出 |

## 演員陣容

### 主要角色
| 演員   | 角色         | 介紹 | 登場集數       |
| 李政穎 | 王振源       | 王春木、郭玉枝的亡子，王振雄、王振霖、王宝珠的亡兄，陳福安、林金葉的亡女婿，陳阿珠的亡夫，王靜婷、王瑞君的亡父，虞珊明、牟國信的亡岳父，虞翔皓的亡外公，顏玲婉、顏珮書、顏慧綺的亡舅舅，顏吉滄的亡大舅子，美玉、建華的亡大伯 竹南王家合利商行的第三代，主要負責米店的生意，鍾情於崎頂美人陳阿珠，努力追求後兩人終成眷屬，但卻因肝癌不幸病逝 | 第1集－第11集  |
| 韓瑜   | 陳阿珠       | 出生於苗栗縣竹南鎮崎頂里的藺草世家，陳福安、林金葉的女兒，王振源的妻子，王靜婷、王瑞君的母親，虞珊明、牟國信的岳母，虞翔皓的外婆，顏玲婉、顏珮書、顏慧綺的舅媽，王振雄、王振霖、王寶珠的大嫂，麗華的表嫂，美玉、建華的大伯母兼妯娌，顏吉滄的大妗子，王新發的孫媳婦，王春木、郭玉枝的媳婦，因外型出眾而有「崎頂美人」之稱 一次在隧道中與王振源相遇後，兩人相識進而結為連理，卻不料振源英年早逝，留下兩個幼女，她為了孩子的未來，決心要靠自己的力量，到外面闖一闖，再苦再難也堅持下去。 | 全劇           |
| 楊慶煌 | 王春木       | 陳阿珠、美玉、建華的公公，顏吉滄的岳父，郭玉枝的丈夫，王振源、王振雄、王振霖的父親，王靜婷、王瑞君的爺爺，虞珊明、牟國信的孫女婿，虞翔皓的曾祖父，外顏玲婉、顏珮書、顏慧綺的外公 竹南王家合利商行的第二代，主要負責麥牙糖廠的生意，是尊重妻子的好先生，與太太玉枝兩人，共同經營合利商行。 | 全劇           |
| 柯素雲 | 郭玉枝       | 陳阿珠、美玉、建華的亡婆婆，顏吉滄的亡岳母，王振源，王振雄、王振霖的亡母，王靜婷、王瑞君的亡奶奶，虞珊明、牟國信的亡孫女婿，虞翔皓的亡曾祖母，顏玲婉、顏珮書、顏慧綺的亡外婆，王春木的亡賢內助 為人溫柔婉約，個性賢慧聰敏且非常有氣質，負責合利商行與竹南王家內外大小事務，在阿珠嫁入王家後，玉枝一路教導她如何持家，而振源往生後，也陪著阿珠度過每個難關。 | 全劇           |
| 鄭伃庭 | 王寶珠(幼年) | 王春木、郭玉枝的小女兒，顏吉滄的妻子，顏玲婉、顏珮書、顏慧綺的母親，陳阿珠、美玉、建華的小姑，王振源、王振雄、王振霖的妹妹 竹南王家合利商行的掌上明珠，王家最小的孩子，是玉枝的「糖霜丸」，與大哥王振源的感情最好，是王家的開心果，即使結了婚，跟吉滄兩人也常回王家照顧爸媽，不分內外。 | 第1集－第7集   |
| 張家瑋 | 王寶珠(成年) | 王春木、郭玉枝的小女兒，顏吉滄的妻子，顏玲婉、顏珮書、顏慧綺的母親，陳阿珠、美玉、建華的小姑，王振源、王振雄、王振霖的妹妹 竹南王家合利商行的掌上明珠，王家最小的孩子，是玉枝的「糖霜丸」，與大哥王振源的感情最好，是王家的開心果，即使結了婚，跟吉滄兩人也常回王家照顧爸媽，不分內外。 | 第8集－第30集  |
| 陳熙鋒 | 顏吉滄       | 王寶珠的丈夫，顏玲婉、顏珮書、顏慧綺的父親，陳阿珠、美玉、建華的小姑夫，王振源、王振雄、王振霖的妹夫，王春木、郭玉枝的女婿 建材行老闆的兒子，為人正直，努力好學又孝順自己的阿嬤，因為顏阿嬤很喜歡寶珠，極力促成兩人婚事，婚後雖常與寶珠小爭執不斷，但兩人依舊攜手同心走過。 | 第13集－第30集 |
| 劉珈瑄 | 王靜婷(幼年) | 陳阿珠、王振源的大女兒，王瑞君的姊姊，牟國信的大姨子，虞珊明的妻子，虞翔皓的母親 很體貼母親阿珠為了在工作上很辛苦，所以自己很懂事，都會先把事情規劃好，不讓母親阿珠感到擔心。 | 第5集－第21集  |
| 林建萱 | 王靜婷(少女) | 陳阿珠、王振源的大女兒，王瑞君的姊姊，牟國信的大姨子，虞珊明的妻子，虞翔皓的母親 很體貼母親阿珠為了在工作上很辛苦，所以自己很懂事，都會先把事情規劃好，不讓母親阿珠感到擔心。 | 第22集－第23集 |
| 傅小芸 | 王靜婷(成年) | 陳阿珠、王振源的大女兒，王瑞君的姊姊，牟國信的大姨子，虞珊明的妻子，虞翔皓的母親 很體貼母親阿珠為了在工作上很辛苦，所以自己很懂事，都會先把事情規劃好，不讓母親阿珠感到擔心。 | 第24集－第30集 |
| 蘇晴瑄 | 王瑞君(幼年) | 陳阿珠、王振源的小女兒，王靜婷的妹妹，虞珊明的小姨子、虞翔皓的阿姨，牟國信的妻子 從小就讓母親很擔心，也有一些爭吵、爭論，最後母女感情越來越好。 | 第8集－第21集  |
| 廖藝宣 | 王瑞君(少女) | 陳阿珠、王振源的小女兒，王靜婷的妹妹，虞珊明的小姨子、虞翔皓的阿姨，牟國信的妻子 從小就讓母親很擔心，也有一些爭吵、爭論，最後母女感情越來越好。 | 第22集－第23集 |
| 安晨芯 | 王瑞君(成年) | 陳阿珠、王振源的小女兒，王靜婷的妹妹，虞珊明的小姨子、虞翔皓的阿姨，牟國信的妻子 從小就讓母親很擔心，也有一些爭吵、爭論，最後母女感情越來越好。 | 第24集－第30集 |

### 其他角色
| 演員   | 角色         | 介紹 | 登場集數         |
| 龍天翔 | 陳福安       | 陳阿珠的父親，林金葉的丈夫，王靜婷、王瑞君的外公，虞珊明、牟國信的姥岳父，虞翔皓的外曾孫，王振源的岳父 經營手工編織藺草蓆帽事業，為人海派，因乖巧女兒陳阿珠太早嫁人，曾感嘆家族事業缺少了重要幫手，但心裡非常疼愛陳阿珠。                                                           | 全劇             |
| 馬惠珍 | 林金葉       | 陳阿珠的母親，陳福安的妻子，王靜婷、王瑞君的外婆，虞珊明、牟國信的姥岳母，虞翔皓的外曾孫，王振源的岳母 與丈夫一起攜手經營手工編織藺草蓆帽事業，個性是標準傳統婦女，認為女兒終將要嫁出去，在阿珠出嫁後，是阿珠的強力後盾，在阿珠困難時幫忙她照顧孩子和給予後援，也非常疼愛自己女兒。 | 全劇             |
| 雷洪   | 王新發       | 王春木的亡父，郭玉枝的亡公公，王振源、王振雄、王振霖的亡爺爺，陳阿珠、美玉、建華的亡祖翁，王靜婷、王瑞君、顏玲婉、顏珮書、顏慧綺的亡曾祖父 竹南王家的總決策者，並且開設合利商行成為第一代大家長，最後因為心肌梗塞過世。                                                             | 第1集－第9集     |
| 曾晴   | 吉滄阿嬤     | 顏吉滄的亡奶奶，吉滄父的亡母，顏玲婉、顏珮書、顏慧綺的亡曾祖母，王寶珠的亡祖姑 非常疼愛是自己的『金孫』顏吉滄，欣賞郭玉枝的氣質，也喜歡王寶珠這位孫媳婦。 | 第13集－         |
| 朱永德 | 吉滄父       | 顏吉滄的亡父，吉滄阿嬤的亡子，顏玲婉、顏珮書、顏慧綺的亡爺爺，王寶珠的亡公公 建材行的老闆。 | 第13集－         |
| 方大韋 | 王振雄       | 王春木、郭玉枝的兒子，王新發的孫子，王靜婷、王瑞君的二叔，王振源的弟弟，陳阿珠的小叔，美玉的丈夫，王振霖、王寶珠的二哥 大哥振源往生後，續接任竹南王家合利商行的米店生意，之後聽取母親郭玉枝意見，轉行開起雜貨店。                                                                   |                  |
| 胡利   | 美玉         | 王振雄的賢內助，王春木、郭玉枝的二媳，王新發的孫媳婦，王振源的弟媳，王靜婷、王瑞君的二嬸，陳阿珠、建華的妯娌兼小嬸，王振霖、王寶珠的二嫂 把大嫂阿珠的小孩當成自己的孩子照顧。 |                  |
| 高允漢 | 王振霖       | 王春木、郭玉枝的兒子，建華的丈夫，王新發的孫子，王振源、王振雄的弟弟，王靜婷、王瑞君的三叔，陳阿珠、美玉的小叔，王寶珠的三哥。 |                  |
| 范時軒 | 建華         | 王振霖的賢內助，王春木、郭玉枝的三媳，王新發的孫媳婦，王振源、王振雄的弟媳，王靜婷、王瑞君的三嬸，美玉的妯娌兼小嬸，王寶珠的三嫂。 |                  |
| 官家宇 | 徐先生       | 成衣代工廠的老闆，因經營不善，積欠阿珠三個月的工資後跑路。 | 第19集           |
| 游喬軒 | 阿杏         | 阿珠昔日成衣代工廠的女工。 | 第15集           |
| 蘇炳憲 | 蘇老闆       | 蘇桑從日本回來，也是台北藝品店的常客，欣賞阿珠的工作能力，曾想請阿珠到日本工作，在阿珠有困難的時候，默默出手幫助她，是阿珠的貴人之一。 | 第21至今         |
| 蔡阿砲 | 葉老闆       | 建設公司的老闆，邀阿珠入股投資房地產，卻因為野心太大，投資太多房地產而慘賠，只好要求阿珠讓他退股。 |                  |
| 劉濟民 | 范先生       | 建設公司的客戶，因懷疑房子的產權有問題而要求退出。 |                  |
| 段可風 | 簡太太       | 建設公司的客戶，因懷疑房子的產權有問題而要求退出。 |                  |
| 張懷媗 | 阿美         | 建設公司的員工，已離職。 | 17-18集、22-23集 |
| 李竹琴 | 秋媽媽       | 阿珠的昔日鄰居，後來把房間租給阿珠母女居住。 |                  |
| 吳世陽 | 林先生       | 地主。 |                  |
| 黃鎮   | 虞珊明       | 陳阿珠、王振源的大女婿，王靜婷的丈夫，王春木、郭玉枝的曾孫女婿，虞翔皓的父親，王瑞君的姊夫，牟國信的連襟 對妻子靜婷很體貼、貼心。 |                  |
| 薛宇廷 | 牟國信       | 陳阿珠、王振源的小女婿，王瑞君的丈夫，王春木、郭玉枝的曾孫女婿，王靜婷的妹夫，虞翔皓的姨父，虞珊明的連襟。 |                  |
| 楷庠   | 阿權         | 阿珠的堂姐夫。 | 第17集           |
| 林則希 | 陳柏榕       | 虞珊明的朋友。 | 第28集           |
| 龐宜安 | 孫太太       | 珠寶店的客人。 |                  |
| 章家瑄 | 麗華         | 王振源的表妹，陳阿珠的表小姑 在工作上幫忙表嫂阿珠很多。 |                  |
| 何曼寧 | 珠寶店老闆娘 | 珠寶店的老闆娘，很看好阿珠。 |                  |
| 邱竩恬 | 顏玲婉       | 顏吉滄跟王寶珠的大女兒。 |                  |
| 張恩瑋 | 顏珮書       | 顏吉滄跟王寶珠的兒子。 |                  |
| 鐘承希 | 顏慧綺       | 顏吉滄跟王寶珠的小女兒。 |                  |

## 電視劇歌曲
| 曲別   | 歌名         | 演唱者 | 作詞   | 作曲   |
| 片頭曲 | 往事的歌     | 李翊君 | 吳嘉祥 | 吳嘉祥 |
| 片尾曲 | 隧道口的光線 | 韓瑜   | 吳嘉祥 | 吳嘉祥 |

## 大愛會客室名單
| 集數   | 日期           | 來賓                   |
| 第1集  | 2017年12月12日 | 楊曼麗、李政穎、韓瑜   |
| 第2集  | 2017年12月13日 | 陳阿珠、王寶珠、李政穎 |
| 第3集  | 2017年12月14日 | 陳阿珠、韓瑜           |
| 第4集  | 2017年12月15日 | 沒有來賓（幕後花絮）   |
| 第5集  | 2017年12月18日 | 李政穎、韓瑜、王寶珠   |
| 第6集  | 2017年12月19日 | 陳阿珠、李政穎         |
| 第7集  | 2017年12月20日 | 陳阿珠、李政穎         |
| 第8集  | 2017年12月21日 | 陳阿珠、韓瑜、李政穎   |
| 第9集  | 2017年12月22日 | 沒有來賓（幕後花絮）   |
| 第10集 | 2017年12月25日 | 張家瑋、陳熙鋒         |
| 第11集 | 2017年12月26日 | 王寶珠、張家瑋、陳熙鋒 |
| 第12集 | 2017年12月27日 | 王寶珠、顏吉滄、張家瑋 |
| 第13集 | 2017年12月28日 | 王寶珠、顏吉滄、陳熙鋒 |
| 第14集 | 2017年12月29日 | 沒有來賓（幕後花絮）   |
| 第15集 | 2018年1月1日   | 陳阿珠、王瑞君、牟奕慈 |
| 第16集 | 2018年1月2日   | 陳阿珠、韓瑜           |
| 第17集 | 2018年1月3日   | 陳阿珠、王寶珠         |
| 第18集 | 2018年1月4日   | 陳阿珠、王瑞君、王靜婷 |
| 第19集 | 2018年1月5日   | 沒有來賓（幕後花絮）   |
| 第20集 | 2018年1月8日   | 陳阿珠、李游秀、王寶珠 |
| 第21集 | 2018年1月9日   | 陳阿珠、王靜婷、虞珊明 |
| 第22集 | 2018年1月10日  | 陳阿珠、王寶珠、顏吉滄 |

## 外部連結
- 竹南往事官方網站 （页面存档备份，存于）－大愛戲劇
- 大愛劇場的Facebook專頁

| 中華民國 大愛電視 每週一至週日 20:00 - 20:49 | 中華民國 大愛電視 每週一至週日 20:00 - 20:49 | 中華民國 大愛電視 每週一至週日 20:00 - 20:49 |
| -------------------------------------------- | -------------------------------------------- | -------------------------------------------- |
|                                              | 竹南往事 （2017年12月11日－2018年1月9日）    |                                              |
| 我綿一家人 （2017年11月9日－2017年12月8日）  | 長盤決勝 （2018年1月10日－2018年2月8日）     |                                              |

| 中華民國 中天娛樂台 每週一至週日 21:00 - 22:00 | 中華民國 中天娛樂台 每週一至週日 21:00 - 22:00 | 中華民國 中天娛樂台 每週一至週日 21:00 - 22:00 |
| ---------------------------------------------- | ---------------------------------------------- | ---------------------------------------------- |
|                                                | 竹南往事 （2017年12月11日－2018年1月9日）      |                                                |
| 我綿一家人 （2017年11月9日－2017年12月8日）    | 旅遊全世界節目 （2018年1月10日－）             |                                                |